# John Murray (eerste graaf van Atholl)
John Murray (? – 1642), 1e graaf van Atholl, was een Schots edelman en royalist.

## Levensloop
Hij was een zoon van William Murray, 2e graaf van Tullibardine, (ca. 1574-1626), en Dorothea Stewart, dochter van John Stewart, 5e graaf van Atholl. Zijn vader deed in 1626 afstand van het graafschap Tullibardine in het voordeel van zijn jongere broer, Patrick Murray, 1e graaf van Tullibardine. Voorwaarde hierbij was dat zijn vrouw Dorothea Stewart en al haar nakomelingen het graafschap Atholl zouden erven van haar vader, die in 1595 overleed zonder een zoon na te laten. Enkele jaren later, in 1629, werd John Murray benoemd tot graaf van Atholl.
Tijdens de Engelse Burgeroorlog riep hij de mannelijke bevolking van Atholl op de koning te steunen. Hierop werd hij door Archibald Campbell, 1e markies van Argyll, gevangen genomen en opgesloten in Stirling Castle.